# زبان‌های قفقاز

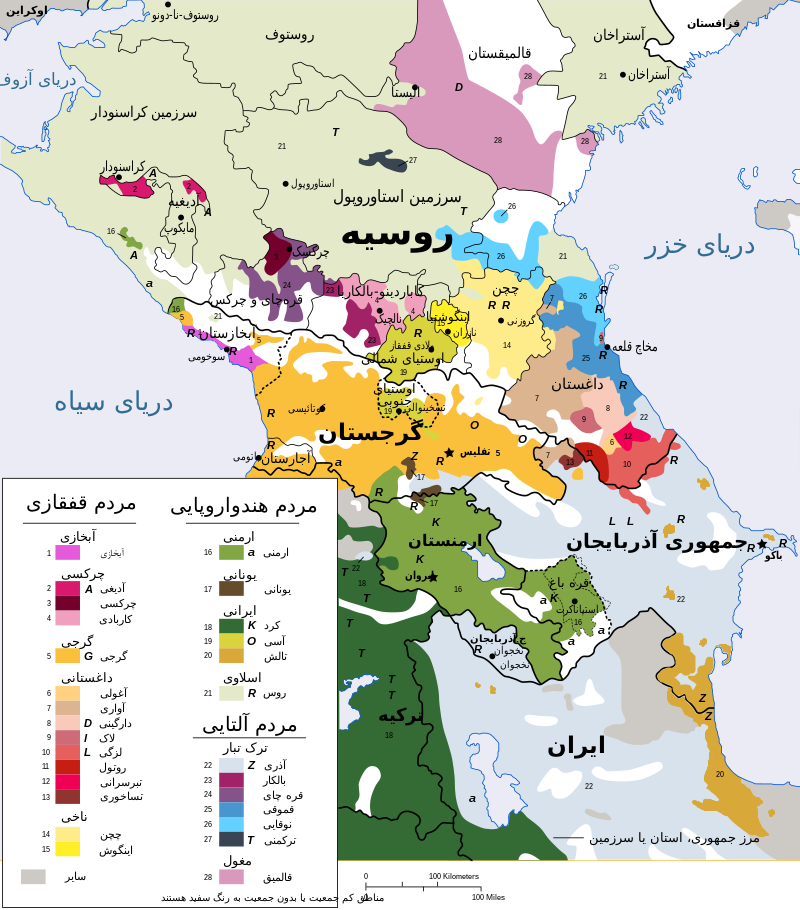
زبان های قفقاز

زبان‌های قفقازی مجموعه گسترده و بسیار متنوعی از زبان‌ها هستند که توسط بیش از ده میلیون نفر در رشته‌کوه قفقاز، میان دریای سیاه و دریای کاسپین، و پیرامون آن گویش می‌شوند. خانواده زبان های قفقازی کاملا مجزا بوده و هیچ قرابتی با سایر زبان های شناخته شده مانند هندواروپایی و آلتایی ندارند.با این حال فرضیه های ثابت نشده ای وجود دارند، که آن را مرتبط با زبان های ایلامی، زبان های هوری-اورارتویی و حتی زبان باسکی می دانند.
با مقایسه زبانی، این زبان‌ها را می‌توان به چندین خانواده مختلف زبانی، با ارتباط کم یا بدون ارتباط با هم، دسته‌بندی کرد. با این حال، گاهی به اشتباه از زبان‌های منطقه قفقاز به عنوان یک خانواده زبانی یاد می‌شود.

## زبان‌های قفقازی
زبان‌های قفقازی شامل دو خانواده زبانی و سه زیرشاخهٔ جداگانه با بیش از ۱۱٫۲ میلیون سخنگو می‌باشند:
- خانواده زبان‌های قفقازی جنوبی (زبان‌های کارتولی/Kartveli): که بیش از ۵٫۲ میلیون گویشور دارد و زبان گرجی از این دسته اند.

- خانواده زبان‌های قفقازی شمالی که شامل:
- زبان‌های قفقازی شمال غربی: که زبان‌های آبخازی، آدیغی، چرکسی، پونتی و کاباردی را شامل شده و حدود ۳٫۸ میلیون نفر بدان‌ها سخن می‌گویند
- زبان‌های قفقازی شمال شرقی: که زبان‌های داغستان و نیز زبان‌های اینگوشی، چچنی، لزگی و آواری را دربرمی‌گیرند و روی هم ۲٫۵ میلیون گویشور دارند.

### خاستگاه و ارتباط با زبان‌های دیگر
زبان های قفقازی گروهی از زبان‌هایی هستند،  که در منطقه قفقاز صحبت می‌شوند و اعضای هیچ خانواده زبانی شناخته شده ای نیستند، که در سایر نقاط جهان صحبت می‌شود. با این حال شواهدی وجود دارد که نشان می دهد زبان های قفقازی ممکن است با زبان های ایلامی ، هوری ها و اورارتو و حتی باسکی هم ریشه باشند.
خانواده زبان‌های قفقازی، که به سه زیر گروه تقسیم می‌شوند: خانواده قفقازی جنوبی یا کارتولی. زبانهای قفقازی شمال غربی یا زبانهای آبخازی و آدیغی. و زبانهای شمال شرق قفقاز شامل زبان های  چچنی، لزگی و داغستانی هستند. زبان های کارتولی، با بیش از ۴.۵ میلیون گویشور، شامل چهار زبان نسبتاً نزدیک به هم از جمله گرجی است. زبان‌های شمال غربی قفقاز شامل آبخازی و آدیغی از گویش‌های چرکسی هستند. زبان های داغستانی یک گروه فوق العاده متنوع از ۲۵ تا ۳۰ زبان است که توسط حدود ۱.۷ میلیون نفر عمدتاً در شمال آذربایجان و جمهوری داغستان صحبت می شود. چندین زبان داغستانی، از جمله آوار، درگوا و لزگی، تعداد گویشوران آنها به صدها هزار نفر می رسد. و بقیه آنها تنها در چند روستا صحبت می شوند. با وجود تنوع زیاد این زبان ها، بیشتر زبان‌های قفقازی دارای فهرست‌های همخوان بزرگ مشترک هستند. همه زبان‌های قفقازی با فرم‌های نوشتاری استاندارد، به استثنای زبان گرجی، از الفبای سیریلیک استفاده می‌کنند.همچنین زبان‌های قفقازی، به نظر می‌رسد که معقول‌ترین خویشاوند از میان خویشاوندان فراوان پیشنهادی برای زبان باسکی باشند.

### شیوه نگارش
این زبان‌ها برای نگارش عموماً از سه گونه الفبا استفاده می‌کنند. الفبای گرجی، الفبای سیریلیک و الفبای لاتین. مورد نخست متعلق به زبان گرجی است و مورد بعدی را سایر زبان‌های رایج در قفقاز بکار می‌برند. الفبای لاتین نیز علاوه بر اینکه مدتی در نیمه نخست قرن بیستم در شوروی و مناطق مختلف آن رواج داده می‌شد (گرچه امروز جای خود را به سیریلیک داده)، در میان قفقازی‌زبانان ساکن ترکیه و دیگر کشورهای خاورمیانه کاربرد دارد و تا صد سال پیش به وفور از الفبای عربی استفاده میشده ولی امروزه منسوخ شده و فقط عالمان مسلمان و برای دعا نوشتن و خواندن قرآن به یادگیری آن می‌پردازند و بین مردم عمومیت ندارد.

## زبان‌هایی غیر قفقازی منطقه قفقاز
زبان‌های دیگری که به‌طور تاریخی و در حال حاضر در منطقه قفقاز صحبت می‌شوند می‌توانند در خانواده‌هایی با پراکندگی جغرافیایی بسیار گسترده‌تر جای گیرند.

### هندواروپایی
زبان غالب هندواروپایی در قفقاز ارمنی است که توسط ارمنی ۶٫۷ میلیون ارمنی گویش می‌شود. دیگر زبان بزرگ زبان آسی با ۷۰۰٫۰۰۰ نفر گویشور است. سایر زبان‌های هندواروپایی رایج در قفقاز عبارتند از یونانی (یونانی پونتی)، فارسی (شامل تاتی و یهودی-تاتی)، کردی، گیلکی، تالشی و زبان‌های اسلاوی، همچون روسی و اوکراینی است که شمار گویشوران آن‌ها به بیش از یک سوم جمعیت قفقاز می‌رسد.

### سامی
دو گویش از آرامی نو در قفقاز تکلم می‌شوند: آرامی نو آشوری، با حدود ۳۰٬۰۰۰ سخنگو، و آرامی نو بوهتان، با حدود ۱٬۰۰۰ سخنگو. هر دو این زبان‌ها توسط آشوری‌های در حال فرار از نسل‌کشی عثمانی‌ها طی جنگ جهانی اول به قفقاز آورده شدند.
گویشی از عربی به نام عربی شیروانی از قرون وسطی تا اوایل قرن بیستم بومی جمهوری آذربایجان و داغستان بود. در قرن نوزدهم، بهترین عربی ادبی در کوه‌های داغستان گویش می‌شد.

### ترکی
چندین زبان از خانواده زبان‌های ترکی در قفقاز گویش می‌شود که از آن‌ها آذربایجانی با حدود ۹ میلیون نفر سخنگو در جمهوری آذربایجان است سایر زبان‌های ترکی رایج در قفقاز شامل کاراچایی-بالکاری، قموقی، نوقایی هستند.

### مغولی
زبان قالمیق که توسط نوادگان اویرات از شرف آسیا گویش می‌شود، یک زبان مغولی است.